# Maigret vor dem Schwurgericht
Maigret vor dem Schwurgericht (französisch: Maigret aux assises) ist ein Kriminalroman des belgischen Schriftstellers Georges Simenon. Er ist der 55. Roman einer Reihe von insgesamt 75 Romanen und 28 Erzählungen um den Kriminalkommissar Maigret. Der Roman entstand vom 17. bis 23. November 1959 in Echandens und wurde vom 15. April bis 19. Mai 1960 in 21 Teilen von der französischen Tageszeitung Le Figaro vorabveröffentlicht. Die Buchausgabe folgte im Mai 1960 beim Pariser Verlag Presses de la Cité. Die erste deutsche Übersetzung von Hansjürgen Wille und Barbara Klau publizierte noch im selben Jahr Kiepenheuer & Witsch. 1979 veröffentlichte der Diogenes Verlag eine Neuübersetzung von Wolfram Schäfer.
Nach einem brutalen Raubmord an einer alten Dame und ihrer kleinen Pflegetochter scheint der Mörder im Neffen der Alten schnell gefunden. Eine anonyme Anzeige, ein Berg von Schulden sowie eine Reihe von Indizien spricht gegen ihn. Doch Kommissar Maigret ist mit der naheliegenden Lösung des Falles unzufrieden und ermittelt auch nach der Verhaftung des mutmaßlichen Täters in dessen Umfeld weiter. Bei der Verhandlung vor dem Schwurgericht ist es seine Aussage, die dem Prozess eine Wende gibt.

## Inhalt

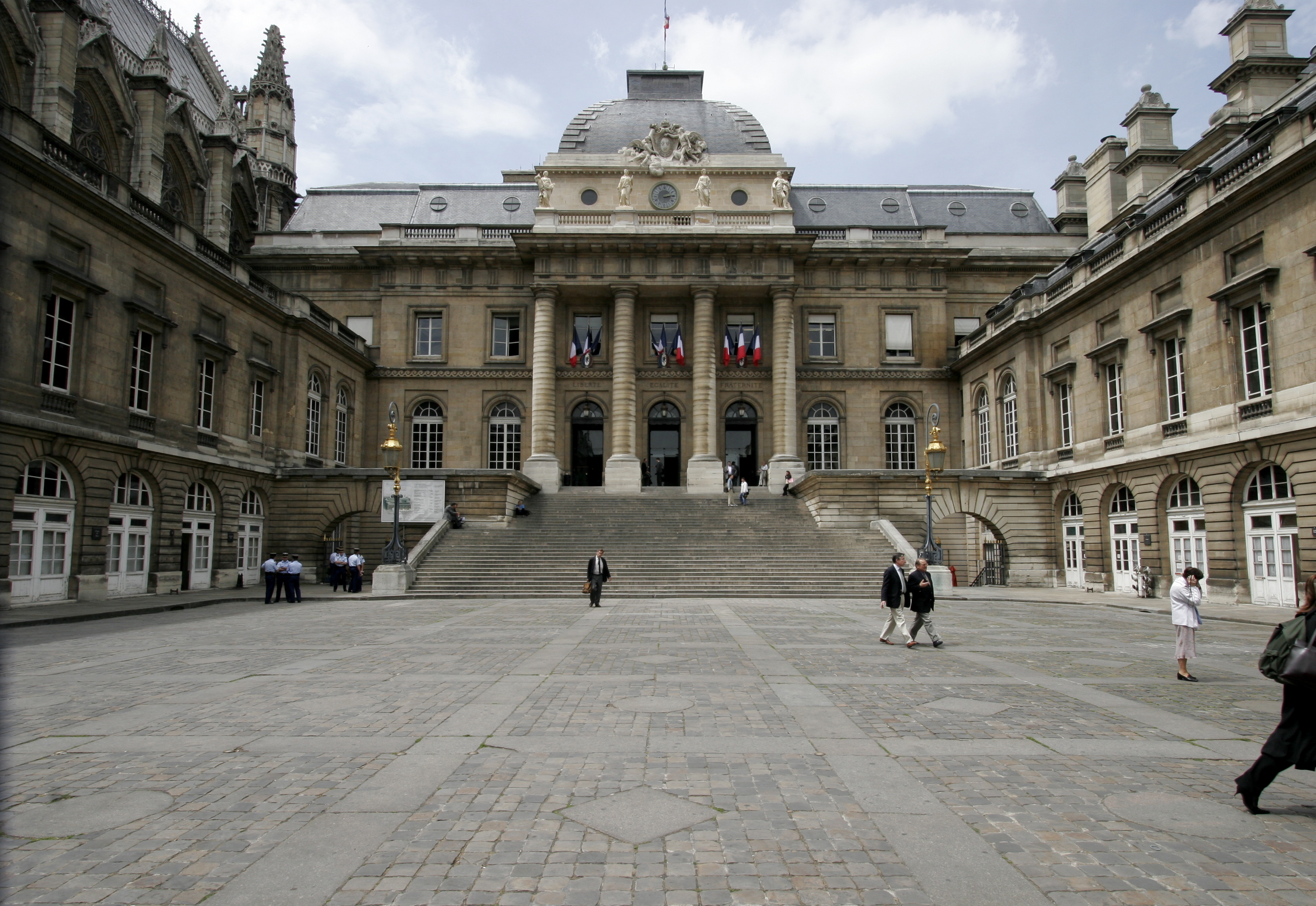
Palais de Justice in Paris

Es ist ein regnerischer Oktober und Maigret, der mit 53 Jahren zwei Jahre vor seiner Pensionierung steht, ist gerade von einem Urlaub an der Loire heimgekehrt, wo der angehende Rentier und seine Frau kurzentschlossen in Meung-sur-Loire ihren zukünftigen Altersruhesitz erworben haben. Zurück im Dienst wird der Kommissar vom Quai des Orfèvres in den angrenzenden Palais de Justice gerufen, um eine Aussage vor dem Schwurgericht abzulegen. Maigret hasst Auftritte vor Gericht, wo Menschen aufgrund von Aktenlage und kurzgefassten Aussagen abgeurteilt werden, ohne dass Richter oder Geschworene sich je wirklich mit ihrem Leben und ihrem Umfeld beschäftigt hätten. Dies ist auch im vorliegenden Fall nicht anders.
Gaston Meurant, ein wortkarger Rahmenmacher, ist des Mordes an seiner Tante Léontine Faverges, einer ehemaligen Kupplerin, und ihres vierjährigen Pflegekindes Cécile Perrin am 28. Februar des Jahres angeklagt, bei dem die in einer Blumenvase versteckten Ersparnisse Léontines geraubt wurden. Ein anonymer Anruf lenkte die Kriminalpolizei auf die Fährte Meurants, der seine Tante am selben Abend besuchen wollte und dessen Anzug Blutflecken aufwies. Doch für Maigret passte trotz der Indizienlage gegen den Rahmenmacher schon damals vieles nicht zusammen. Meurant war noch kurz vor der Tat in einem anderen Anzug in seiner Werkstatt gesehen worden, und der kinderliebe Mann hätte leicht vermeiden können, den Raub in Anwesenheit des kleinen Mädchens zu begehen. Nicht zuletzt war es die Atmosphäre der Wohnung Meurants, die nicht von dem bildungshungrigen Handwerker bestimmt war, sondern von seiner attraktiven, leichtlebigen Frau, einer in Kinos, Illustrierte und Groschenromane vernarrten Kellnerin, die Maigret auf eine andere Fährte führte.
So ermittelte der Kommissar auch nach der Verhaftung Meurants weiter, wobei er das Augenmerk auf dessen Frau Ginette richtete. Tatsächlich fand er bald heraus, dass diese Gaston nicht nur mit seinem Bruder Alfred betrog, einem Kriminellen aus Toulon, sondern mit einer ganzen Reihe weiterer Bekannter, darunter einem kleinen Mann mit Spitznamen „Pierrot“, den sie regelmäßig in einem Stundenhotel traf. Es ist dem ungewöhnlich gründlichen Richter Xavier Bernerie zu verdanken, dass Maigret seine inoffiziellen Ermittlungen vor dem Schwurgericht vortragen darf, was die Geschworenen am Ende zum Freispruch Meurants bewegt. Der Angeklagte zeigt sich jedoch keineswegs dankbar, sondern verübelt dem Kommissar die Gerüchte über seine abgöttisch geliebte Frau. Erst ein intensives Gespräch mit Maigret lässt Meurant begreifen, dass er Opfer eines Komplotts wurde, das neben dem Raub des Geldes auch seine Verurteilung und damit die Befreiung seiner Frau von ihrer Ehebindung zum Ziel hatte. Denn nur diese kommt in Frage, dem Mörder seinen Anzug ausgeborgt zu haben, in dem die Tat verübt wurde.

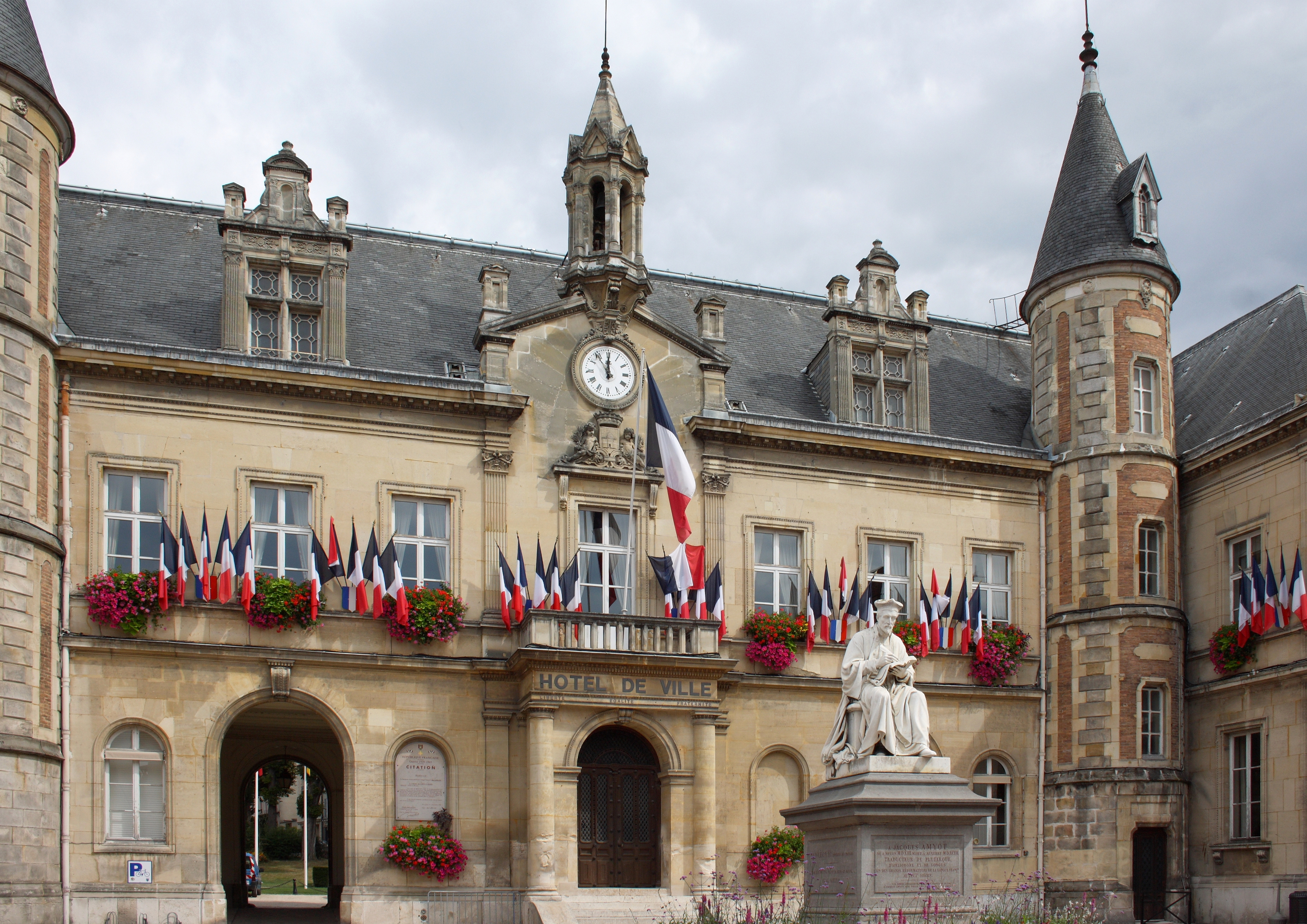
Hôtel de ville in Melun

Kurzentschlossen reist der auf freien Fuß gesetzte Meurant nach Toulon, von wo er nach einem heftigen Wortwechsel mit seinem Bruder zielstrebig nach Chelles weiterfährt. Maigret lässt den Rahmenmacher zwar von seinen Inspektoren beschatten, ohne diesen allerdings zu verraten, dass der gehörnte Ehemann den Revolver seines Bruders mit sich führt. So kommt es, wie es kommen muss. Meurant spürt den Kriminellen Pierre Millard alias „Pierrot“ auf, den letzten Liebhaber seiner Frau, der vom eigenen Bruder an Ginette vermittelt worden war. Erst nachdem er seinen Nebenbuhler erschossen hat, findet der aufgebrachte Meurant seinen Frieden und lässt sich widerstandslos festnehmen. Die im Besitz des Toten aufgefundene Beute weist diesen als den gesuchten Doppelmörder von Tante und Kind aus. Maigret blickt nun zwei neuen Schwurgerichtsprozessen entgegen: einem gegen Ginette wegen Beihilfe am Raubmord, dem freilich ein ungewisser Ausgang bevorsteht, da sie ihre Beteiligung an der Tat des Geliebten abstreiten wird, und einem gegen Meurant für den Mord an Millard, der außerhalb seines Zuständigkeitsbereichs in Melun stattfinden wird. Der Kommissar zweifelt, ob er die volle Wahrheit über seine Rolle bei Meurants Abrechnung mit dem Geliebten seiner Frau offenlegen wird. Und er sehnt mehr denn je seine anstehende Pensionierung herbei, nach der er nie wieder über Menschen wird aussagen müssen.

## Interpretation
Gaston Meurant, der Angeklagte in Maigret vor dem Schwurgericht, steht für Ira Tschimmel in seiner Entwicklung stellvertretend für viele Simenonsche Helden. Er hat sich mit seiner Ehefrau Ginette eine bürgerliche Scheinwelt aufgebaut, die er trotz diverser Anfechtungen mühsam aufrechtzuerhalten versucht, bis sie schließlich gewaltsam zum Einsturz gebracht wird. Meurant erfährt von der Untreue seiner Frau und wird wegen Verbrechen ihres Liebhabers angeklagt. Aus seiner bürgerlichen Existenz gerissen weiß er sich nicht anders zu helfen als durch einen Mord an seinem Nebenbuhler. Gegenüber der Erforschung des Charakters Meurants, der lieber unschuldig im Gefängnis säße als die Fehltritte seiner Frau und damit das Scheitern seines Lebenstraums öffentlich werden zu lassen, treten die typischen Versatzstücke eines klassischen Kriminalromans in den Hintergrund. Weder die Ermordeten, noch Indizien wie die Blutspuren auf dem Anzug oder die kriminellen Aktivitäten des Bruders werden im Roman genauer unter die Lupe genommen. Die Aufklärung des Falles geschieht eher nebensächlich und zufällig.
Stattdessen steht, wie in vielen späten Romanen der Reihe, „Maigrets Unbehagen an dem System und der Praxis der Rechtsprechung“ im Mittelpunkt, so dass Josef Quack in dieser Hinsicht von einem „Exempelroman“ spricht. Der Ablauf einer Gerichtsverhandlung zeigt für Maigret den Charakter eines formalistischen Rituals, einer Zeremonie, so dass der Kommissar den Gerichtssaal mehrfach mit einer Kathedrale vergleicht. Durch die Abstraktion der Vorgänge vor Gericht wird der Angeklagte außerhalb seines sozialen Umfelds beurteilt und damit depersonalisiert. Die „Würde des Amtes“ von Richtern und Anwälten isoliert sie vom realen Leben. Die Zeugenaussagen werden zu einem bloßen Digest zusammengepresst. Im Gegensatz zu einem Historiker, der oft ein Leben lang zu einer Biografie forsche, müsse bereits der Kommissar innerhalb kürzester Zeit in ein fremdes Milieu eindringen und mittels weniger Befragungen der Wahrheit auf die Spur kommen. Der Richter solle sich dann gar in einem Bruchteil der Zeit in der neutralen Atmosphäre seines Büros rein aus den Akten heraus einen Eindruck der Lage verschaffen, für Maigret schlicht ein Ding der Unmöglichkeit. So ist es nicht verwunderlich, dass der Topos des Justizirrtums in vielen Romanen Simenons eine große Rolle spielt, so in Maigret kämpft um den Kopf eines Mannes oder Maigret und die widerspenstigen Zeugen. In Maigrets Geständnis ist auch Kommissar Maigret nicht in der Lage, den tödlichen Vollzug eines Fehlurteils zu verhindern.
Noch in einem zweiten Roman der Maigret-Reihe nimmt der Kommissar an einem Gerichtsverfahren teil. Allerdings ist er in Maigret in Arizona unbeteiligter und amüsierter Beobachter eines dilettantischen Spiels. In Maigret vor dem Schwurgericht geht es ihm laut Murielle Wenger hingegen um grundsätzliche Fragen von Recht und Gerechtigkeit. Maigret glaube nicht, dass man überhaupt über einen Menschen urteilen könne, dass ein Mensch jemals vollständig verantwortlich für seine Taten sei und es überhaupt einen allgemeingültigen Schuldbegriff gebe. Es gehe ihm niemals bloß um die Aufklärung eines Falles, sondern um das Verständnis für die Tat, die allgemeingültige menschliche Wahrheit. Dabei begnüge sich der Kommissar nicht damit, theoretische Erkenntnisse zu gewinnen, er greife auch immer wieder ganz praktisch als „Reparateur von Schicksalen“ in das Leben der beteiligten Personen ein. In Maigret vor dem Schwurgericht führt dies so weit, dass er den gehörnten Ehemann am Ende den Doppelmörder und Liebhaber seiner Frau exekutieren lässt, anstatt für das rechtzeitige Eingreifen seiner Inspektoren zu sorgen, dass er die Tat in gewissem Sinne sogar provoziert. Ein solcher Auftritt als „Richter in eigener Machtvollkommenheit“ ist laut Josef Quack nicht selten in der Serie. So lässt der Kommissar bereits im ersten Roman Maigret und Pietr der Lette den Mörder sich selbst richten, in vielen weiteren wie Maigret und der Gehängte von Saint-Pholien, Maigret am Treffen der Neufundlandfahrer, Maigret bei den Flamen oder Maigret und sein Rivale entscheidet er eigenmächtig gegen eine Strafverfolgung der Täter und lässt diese laufen.

## Hintergrund

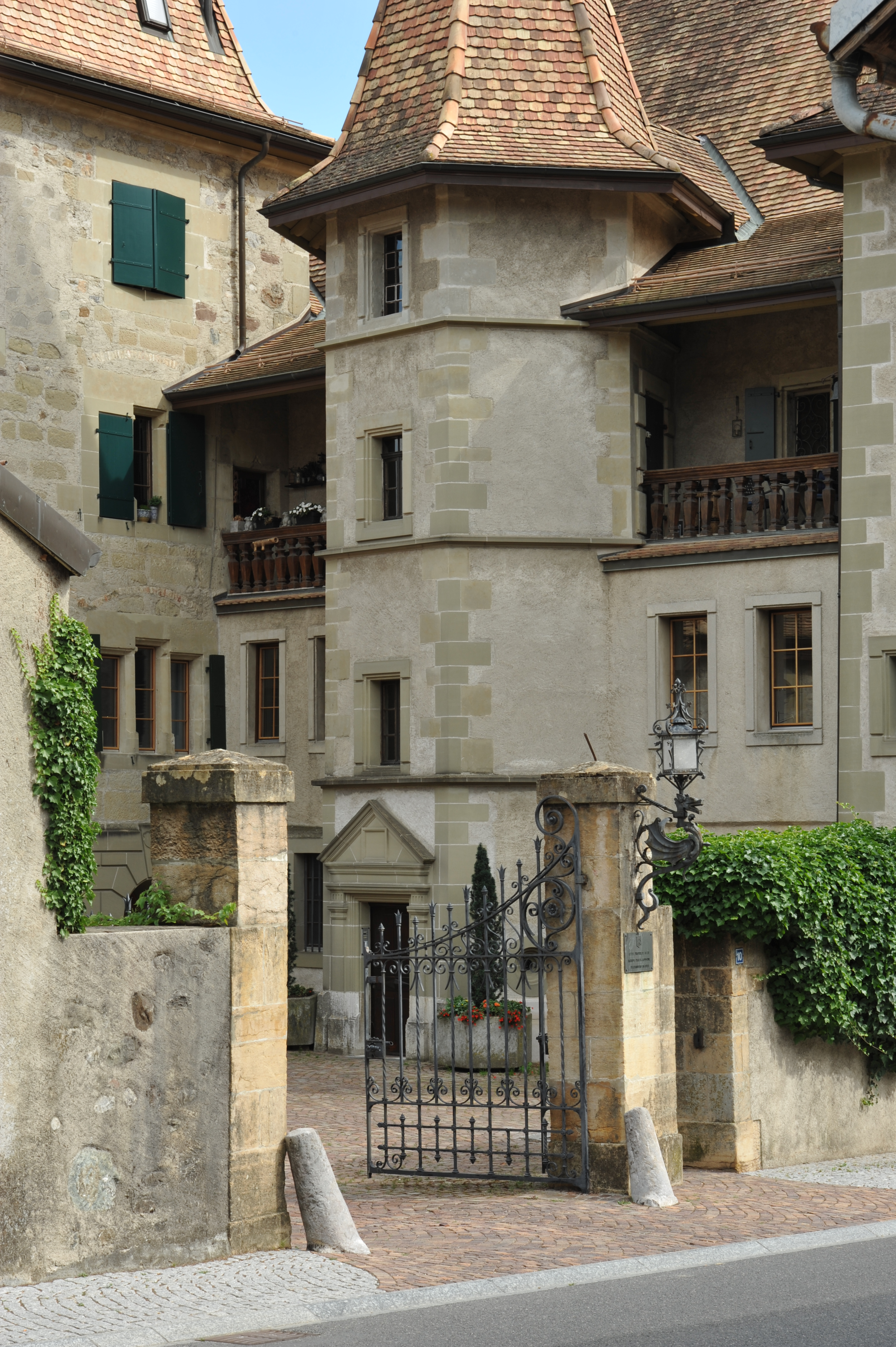
Schloss Echandens, von 1957 bis 1963 Simenons Wohnsitz

Nachdem Georges Simenon Mitte der 1950er Jahre aus Amerika nach Europa zurückgekehrt war und sich in der Schweiz in Echandens niedergelassen hatte, befand sich der Autor Ende des Jahrzehnts in einer persönlichen Krise. Die Ehe mit seiner zweiten Ehefrau Denyse war zerrüttet bis hin zu Gewalttätigkeiten, was auch eine Folge des beidseitig exzessiven Alkoholkonsums war. Simenon zeigte Anzeichen einer Depression und wurde von verschiedenen körperlichen Beschwerden heimgesucht, die von Kopfschmerzen über Schlaflosigkeit bis zu Lähmungserscheinungen in einem Arm reichten, wodurch er vorübergehend keine Schreibmaschine benutzen konnte. Den Roman Maigret vor dem Schwurgericht, den er seiner Frau Denyse widmete, brachte Simenon im September 1959 mitten in einer Schreibblockade zu Papier, wobei Stanley G. Eskin anmerkt, dass die gerade mal vier Monate, die seit dem letzten Roman vergangen waren, für den Schnell- und Vielschreiber Simenon eine ungewöhnlich lange Pause darstellten: „Was nach Simenonschen Maßstäben eine Schreibhemmung ist, wäre bei jedem anderen Autor höchstens eine Kaffepause.“
Für Pierre Assouline kann man kaum umhin, die pessimistischen Plots in Simenons Romanen dieser Phase als Spiegel der persönlichen Entmutigung ihres Autors zu begreifen. In Maigret vor dem Schwurgericht sehnt ein Kommissar Maigret seinen Ruhestand herbei, der müde geworden ist, sich den Problemen von Anderen zu widmen. Auch für Murielle Wenger zeigt sich Maigret im Roman ungewöhnlich einverstanden, dem Quai des Orfèvres den Rücken zu kehren, um sich in seine neu erworbene Zufluchtsstätte in Meung-sur-Loire, die an ein Pfarrhaus erinnert, zurückzuziehen. Zwar herrsche allgemein in den späten Romanen der Maigret-Reihe eine gewisse „Genug-ist-genug“-Stimmung vor, die nicht zuletzt durch die veränderte Welt mit ihren modernen Ermittlungsmethoden und einer neuen Generation von Entscheidungsträgern bestimmt sei. Doch sei der Gedanke an Maigrets Abschied gewöhnlich stets mit Schmerz und Nostalgie durchsetzt.

## Rezeption
Kirkus Reviews las einen „Simenon in guter Form“. Es gebe zwar keine Überraschungen, aber eine „präzise, ökonomische Erzählung in einer Atmosphäre von leiser Melancholie“. Tilman Spreckelsen sah es auch in der Trübheit der letzten Fälle der Maigret-Reihe begründet, dass der Kommissar einen Mord voraussehe, „den er lächelnd duldet. Und vielleicht sogar ein bisschen befördert.“ Hingegen wollte er dem Autor nicht recht abnehmen, dass der Kommissar aus der Wohnung des Ehepaares deren Unvereinbarkeit ableitet, und er fragte: „so einfach ist das? Wäre es so, könnte kein Mensch auch nur zehn Simenon-Romane am Stück aushalten.“ Für Oliver Hahn von maigret.de war der Roman jedenfalls sehr zu empfehlen.
Maigret vor dem Schwurgericht wurde wegen seiner „justizkritischen Züge“ auch im Handwörterbuch der Kriminologie im Kapitel Kriminologisch bedeutsame Schilderungen von Gerichtsverfahren besprochen. Dort hieß es: „Die Atmosphäre im Gerichtssal wird kritisch kommentiert.“ Die Theatralik und das formelhafte Zeremoniell der Verhandlung, die „krampfhaft-steife Haltung“ samt der Kälte des Publikums gegenüber dem Angeklagten „werden anschaulich hervorgehoben“. Die Bemühung um die Wahrheitsfindung werde zwar betont, aber bemängelt, dass diese auf einer rein abstrakten, theoretischen Basis stattfinde, in der der Untersuchungsrichter den Angeklagten lediglich in der sterilen Atmosphäre seines Büros erlebe.
Die Romanvorlage wurde zweimal im Rahmen von Fernsehserien verfilmt: 1961 verkörperte Rupert Davies den Kommissar in der Folge Raise Your Right Hand der britischen Serie Maigret, 1971 Jean Richard in der französischen Serie Les Enquêtes du commissaire Maigret. Im Jahr 1990 produzierte der Süddeutsche Rundfunk eine Hörspielumsetzung unter der Regie von Otto Düben. Erzähler war Wolfgang Reichmann, den Kommissar Maigret sprach Joachim Nottke.

## Ausgaben
- Georges Simenon: Maigret aux assises. Presses de la Cité, Paris 1960 (Erstausgabe).
- Georges Simenon: Maigret vor dem Schwurgericht. Übersetzung: Hansjürgen Wille, Barbara Klau. Kiepenheuer & Witsch, Köln 1960.
- Georges Simenon: Maigret vor dem Schwurgericht. Übersetzung: Hansjürgen Wille, Barbara Klau. Heyne, München 1966.
- Georges Simenon: Maigret vor dem Schwurgericht. Übersetzung: Wolfram Schäfer. Diogenes, Zürich 1979, ISBN 3-257-20692-5.
- Georges Simenon: Maigret vor dem Schwurgericht. Sämtliche Maigret-Romane in 75 Bänden, Band 55. Übersetzung: Wolfram Schäfer. Diogenes, Zürich 2009, ISBN 978-3-257-23855-6.